# Schlackengabel

Landkreis Saalfeld-Rudolstadt mit Schlackengabel

Die Schlackengabel ist ein Arbeitswerkzeug der Hüttenleute. Die vorwiegend zweizinkige Gabel besteht aus Metall und dient zum Abheben der Schlacke nach dem Schmelzprozess in der Metallurgie. Dazu wird die Schlacke mit dem Schlackenhaken gelockert. Alternative Namen sind Ofengabel, Abwerfgabel, Firke, Forke, Krücke, Schaufel und Kratze. Als Frischgabel wird die Gabel bezeichnet, wenn sie vorrangig beim Frischen benutzt wird.

## Heraldik
Die Schlackengabel gilt auch als Hausmarke und zählt zu den frühen Wappenzeichen der Schwarzburger. Sie wird mit dem Kamm zusammen dargestellt. Der Kamm wird als ritterliche Helmzier interpretiert. Der Rennsteig ist seit seiner ersten urkundlichen Erwähnung 1330 mit dem Symbol Schlackengabel als Grenzmarkierung gezeichnet. Hier wird sie als Goldwäschergerät verstanden, da das Handwerk im Schwarzatal verbreitet war. Das Kreiswappen des Landkreises Saalfeld-Rudolstadt erinnert noch an die alten Wappen der ehemaligen Fürstentümer Schwarzburg-Rudolstadt und Schwarzburg-Sondershausen. Im gevierten Schild Feld 1 und 4 sind je eine rote Streugabel (Schlackengabel) über einem roten Kamm. Auch im Wappen von Masserberg sind zwei Gabeln gekreuzt im rechten oberen Feld.

### Beispiele

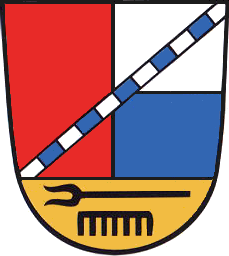
Katzhütte
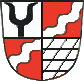
Unterweißbach
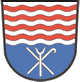
Unterwellenborn (bis 2007)
Morgenröthe-Rautenkranz